# Ceriagrion aeruginosum
Ceriagrion aeruginosum е вид водно конче от семейство Coenagrionidae. Видът не е застрашен от изчезване.

## Разпространение
Разпространен е в Австралия (Западна Австралия, Куинсланд и Северна територия), Индонезия (Малуку, Папуа и Сулавеси) и Папуа Нова Гвинея.

## Описание
Популацията на вида е стабилна.